# Родульфо Мансо
Родульфо Мансо (ісп. Rodulfo Manzo, нар. 5 червня 1949, Сан-Вісенте-де-Каньєте) — перуанський футболіст, що грав на позиції захисника.
Виступав, зокрема, за «Депортіво Мунісіпаль» та «Велес Сарсфілд», а також національну збірну Перу.

## Клубна кар'єра
У дорослому футболі дебютував 1968 року виступами за команду «Дефенсор Ліма», в якій провів дев'ять сезонів і виграв чемпіонат Перу в 1973 році.
Згодом виступав за «Депортіво Мунісіпаль», а також іноземні клуби — аргентинський «Велес Сарсфілд», еквадорський «Емелек» та венесуельське «Депортіво Тачира».
1984 року повернувся на батьківщину і став гравцем «Атлетіко Торіно», а завершив ігрову кар'єру у команді «Хувентуд Ла Пальма», за яку виступав протягом 1985—1986 років.

## Виступи за збірну
29 березня 1972 року дебютував в офіційних іграх у складі національної збірної Перу в товариському матчі проти Колумбії (0:0).
У складі збірної був учасником чемпіонату світу 1978 року в Аргентині, де зіграв в усіх шести іграх, а його команда не подолала другий груповий етап.
При цьому останній матч «мундіалю» проти Аргентини (0:6), став останнім для Мансо у складі збірної. Загалом протягом кар'єри у національній команді, яка тривала 7 років, провів у її формі 22 матчі.

## Титули і досягнення
- Чемпіон Перу (4):

«Дефенсор Ліма»: 1973